# أندري جوستافو دوس سانتوس
أندري جوستافو دوس سانتوس (23 سبتمبر 1974 في البرازيل – )؛ هو لاعب كرة قدم سابق كان يلعب كلاعب وسط.

## وصلات خارجية
- أندري جوستافو دوس سانتوس على موقع رابطة كرة القدم اليابانية للمحترفين (اليابانية)
- أندري جوستافو دوس سانتوس على موقع عالم كرة القدم.نت (الإنجليزية)